# 삼성 갤럭시 A 시리즈

삼성 갤럭시 A 로고

2014년 12월까지 사용된 삼성 갤럭시 A 로고

삼성 갤럭시 A 시리즈(A는 "알파"를 의미)는 삼성은 사양과 기능을 제공한다. 이 시리즈의 최초 모델인 4.7인치 삼성 갤럭시 알파는 2014년 8월 13일에 처음 선보였다.

## 휴대 전화

### 2014년 라인업

#### 삼성 갤럭시 알파
삼성 갤럭시 알파(Samsung GALAXY ALPHA)는 삼성전자에서 제조, 판매하는 안드로이드 스마트폰이다.
Samsung Logo.svg
삼성 갤럭시 알파
SM-G850F (표준 모델)
SM-G850A(AT&T 모델)
SM-G850S/K/L(국내 모델)
Samsung Galaxy Alpha logo.svg
Samsung Galaxy Alpha.png
갤럭시 알파 다즐링 화이트
제조사:삼성전자
슬로건:새로운 시작
삼성 갤럭시
첫 발매:대한민국 2014년 9월 3일
표준 모델:2014년 9월
후속
삼성 갤럭시 A3
갤럭시 A5
갤럭시 A6
갤럭시 A7
삼성 갤럭시 A8
형태
바 (bar)
크기
가로 65.5 mm
세로 132.4 mm
두께 6.7 mm
무게
115 g
운영 체제
안드로이드 4.4.4 킷캣 
안드로이드 5.0.2 롤리팝
UI
터치위즈 네이처 UX 3.0 (4.4.4 ~ 5.0.2)
CPU
ARM 홀딩스 코텍스-A15 아키텍처 1.8 GHz 쿼드 코어
ARM 홀딩스 코텍스-A7 아키텍처 1.3 GHz 쿼드 코어
(big.LITTLE HMP)
GPU
ARM 홀딩스 말리 T628 MP6 600 MHz
메모리
용량 2 GB
종류
LPDDR3 SDRAM
처리 속도
약 17.1 GB/s (32 비트 듀얼 채널 1066 MHz)
저장
종류
eMMC 5.0
용량
16 / 32 GB
이동식 저장
미지원
센서
지자기 센서
가속도 센서
자이로스코프 센서
근접 센서
RGB 센서
기압 센서
제스처 센서
홀 센서
지문 인식 센서
심박 센서
데이터 입력
정전식 감응 터치 스크린
디스플레이
약 4.7" HD 슈퍼 AMOLED (AM OLED)
RG-BG 펜타일 매트릭스 픽셀 구조
해상도 720 x 1,280 (720p HD
16777216 (224(24 비트)) 색상
고릴라 글래스 4 312ppi
후면 카메라
센서 정보
센서 종류
삼성전자 S5K2P2 ISOCELL CMOS 이미지 센서
화소
1200만개
촬영 성능
최대 2160p UHD급 동영상 촬영
자동 초점/수동 초점
플래시
LED
전면 카메라
센서 정보
센서 종류
삼성전자 S5K8B1 BSI CMOS 이미지 센서
화소
화소
210만개
촬영 성능
최대 1080p FULL HD급 동영상 촬영
최대 60 fps급 동영상 촬영
자동 초점
사운드
사운드 칩셋
울프슨 WM5110
음원 재생 능력
24 비트
192 kHz
음장
사운드 얼라이브
연결
USB 2.0
USB 온더고 1.3
(마이크로 USB B타입/HDMI D타입 통합 단자)
3.5 mm 미국식 TRRS (4극) 폰 커넥터
2014년 8월 13일 공개되어[1], 2014년 9월 3일 출시했다.

## 태블릿

### 삼성 갤럭시 탭 S - 2014
삼성 갤럭시 탭 S는 삼성전자에서 제조/판매하는 안드로이드 태블릿 컴퓨터이다. 2014년 7월 출시된 ‘갤럭시 탭S’는 초고해상도 WQXGA(2560×1600, 16:10) 슈퍼아몰레드(Super AMOLED) 디스플레이를 탑재했다. 총 2가지 모델이 있다: 삼성 갤럭시 탭 S 8.4 : 8.4"의 화면, 삼성 갤럭시 탭 S 10.5 : 10.5"의 화면.

### 삼성 갤럭시 탭 A - 2015
삼성 갤럭시 탭 A는 삼성전자에서 제조/판매하는 안드로이드 태블릿 컴퓨터이다. 2015년 5월 출시된 ‘갤럭시 탭 A’는 해상도 XGA(1024×768, 4:3) 슈퍼아몰레드(Super AMOLED) 디스플레이를 탑재했다. CPU는 공통적으로 1.2GHZ 쿼드코어 프로세서 이고 RAM은 1.5GB이다. 갤럭시 탭 A With S Pen은 S Pen을 추가한 제품이다. 8.0"의 화면의 삼성 갤럭시 탭 A 8.0, 9.7"의 화면의 삼성 갤럭시 탭 A 9.7가 있다.

## 같이 보기
- 삼성 갤럭시
- 삼성 갤럭시 S 시리즈
- 삼성 갤럭시 노트 시리즈
- 삼성 갤럭시 탭 시리즈
- 삼성 갤럭시 Z 시리즈
- 안드로이드 (운영 체제)
- 구글